# 謝澄宇

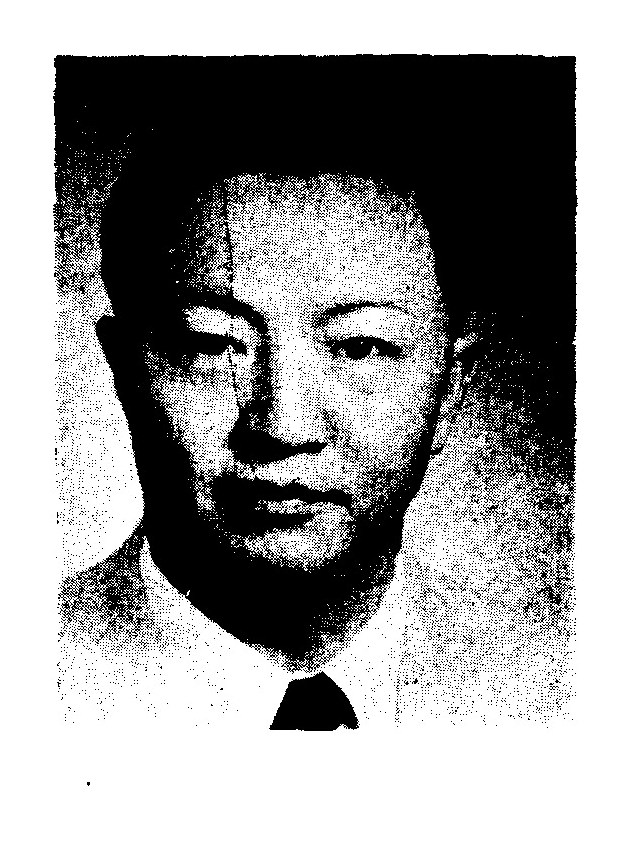
謝澄宇

謝澄宇（1903年—1967年5月31日） 福建建甌人。中國國民黨黨員，為國民黨陳立夫、陳果夫系(即CC系)的中堅人物。歷任制憲國民大會代表、立法委員。戰後遷台，在第一屆立法院立法委員任上，直至1967年病逝臺灣。
謝澄宇死因一度引起家屬懷疑。台灣黨、政人員與美軍代表等2000餘人參加公祭。謝澄宇卜葬於陽明山公墓。